# Guvernul Miron Cristea (1)
Guvernul Miron Cristea (1) a fost un consiliu de miniștri care a guvernat România în perioada 10 februarie - 31 martie 1938.

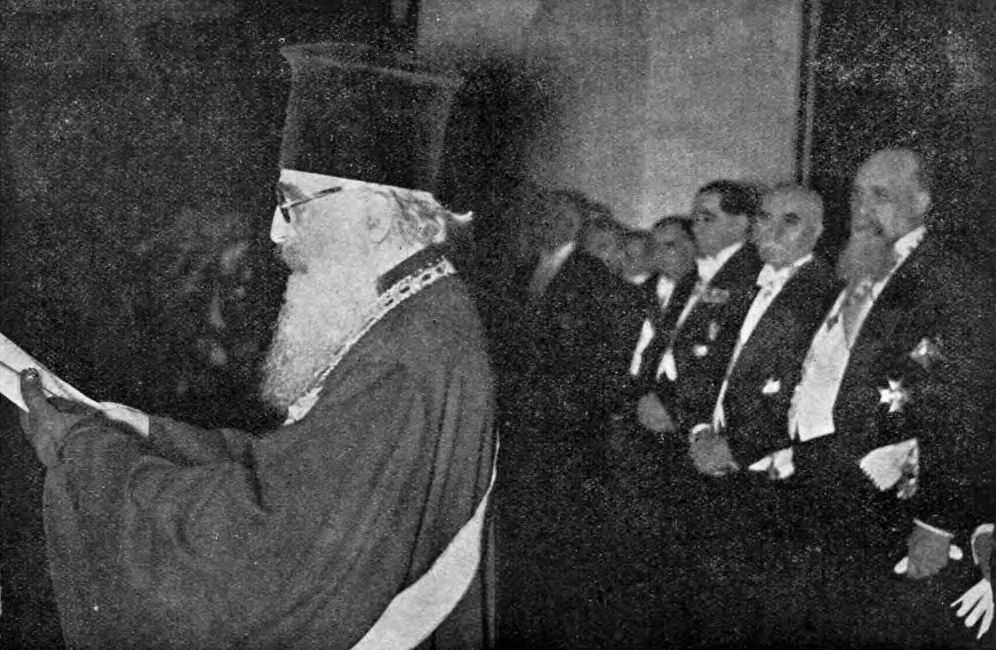
Prim-ministrul Miron Cristea anunțând noua constituție. În fundal, Gheorghe Tatarescu se află între ceilalți miniștri.

## Componența
- Președintele consiliului de miniștri

Miron Cristea (10 februarie - 31 martie 1938)
- Ministru de stat, ministru de interne

Armand Călinescu (10 februarie - 31 martie 1938)
- Ministrul afacerilor străine, ministru de stat

ad-interim Gheorghe Tătărăscu (10 februarie - 31 martie 1938)
- Ministrul finanțelor, ministrul justiției ad-interim, ministru de stat

Mircea Cancicov (10 februarie - 31 martie 1938)
- Ministrul apărării naționale, ministrul aerului și marinei ad-interim

General Ion Antonescu (10 februarie - 31 martie 1938)
- Ministrul industriei și comerțului, ministru de stat

Constantin Argetoianu (10 februarie - 31 martie 1938)
- Ministrul agriculturii, domeniilor și cooperației

Gheorghe Ionescu-Sisești (10 februarie - 31 martie 1938)
- Ministrul educației naționale

Victor Iamandi (10 februarie - 31 martie 1938)
- Ministrul cultelor și artelor

ad-interim Victor Iamandi (10 februarie - 31 martie 1938)
- Ministrul muncii

Voicu Nițescu (10 februarie - 31 martie 1938)
- Ministrul sănătății și ocrotirilor sociale

Dr. Ion Costinescu (10 februarie - 31 martie 1938)
- Ministrul lucrărilor publice și comunicațiilor, ministru de stat

Constantin Angelescu (10 februarie - 31 martie 1938)
- Ministru de stat

Mareșal Alexandru Averescu (10 februarie - 31 martie 1938)
- Ministru de stat

General Artur Văitoianu (10 februarie - 31 martie 1938)
- Ministru de stat

Alexandru Vaida-Voievod (10 februarie - 31 martie 1938)
- Ministru de stat

George G. Mironescu (10 februarie - 31 martie 1938)
- Ministru de stat

Nicolae Iorga (10 februarie - 31 martie 1938)